# Clásico RCN 2017
La 57.ª edición del Clásico RCN (oficialmente: Clásico RCN-Manzana Postobón), se disputó en Colombia entre el 22 de septiembre al 1 de octubre del 2017 con un recorrido total de 1.564,5 kilómetros de los 1.664,3 kilómetros planeados inicialmente, distribuidos en 10 etapas entre los municipios de Marsella en el departamento de Risaralda y Guacarí en el departamento del Valle del Cauca pasando adicionalmente por los departamentos de Caldas, Antioquia, Quindío, Cundinamarca, Boyacá y Tolima.

## Recorrido
La primera etapa partió desde Marsella hacia Pereira finalizando con un circuito de 5 giros entre La Virginia y Pereira, como parte de un homenaje del Clásico RCN al departamento de Risaralda en sus 50 años de su fundación, terminando con llegada masiva y victoria de etapa al sprint por parte de Jairo Cano Salas (EPM).
La segunda etapa partió desde Santa Rosa de Cabal con destino original a Itagüí, pero debido a un problema en el puente de Bolombolo la etapa fue recortada para terminar en el municipio de La Pintada con llegada masiva y victoria de etapa al sprint por parte de Javier Gómez Pineda (Boyacá es Para Vivirla), quien también se convirtió en el segundo líder de la competencia.
La tercera etapa partió desde El Carmen de Viboral con destino a La Dorada terminando con llegada masiva con segunda victoria consecutiva al sprint por parte del líder Javier Gómez Pineda.
La cuarta etapa fue el primer contacto de la caravana con la alta montaña y partió de La Dorada concatenando en su recorrido 2 premios de montaña de primera categoría correspondientes a altos de La Mona y El Trigo y terminando en un premio de montaña de fuera de categoría en el municipio de Albán con victoria por parte del ciclista ecuatoriano Jonathan Caicedo (Bicicletas Strongman), quien asumió el liderato de la carrera.
La quinta etapa partió de Tocancipá con destino a Sogamoso en el departamento de Boyacá terminando con llegada masiva y victoria al sprint por parte de Weimar Roldán (Medellín-Inder).
La sexta etapa partió de Paipa con destino a Cajicá y fue coronada por una fuga de 4 corredores con victoria al sprint por parte Luis Felipe Laverde (Coldeportes Zenú) y liderato por parte del ciclista Wilson Marentes (EBSA-Empresa de Energía Boyacá).
La séptima etapa partió de Fusagasugá con destino a Ibagué con un homenaje previo al ciclista fusagasugueño Lucho Herrera, por los 30 años de su victoria en la Vuelta a España y terminando con llegada masiva y victoria al sprint por parte de Óscar Sevilla (Medellín-Inder).
La octava etapa, correspondiente a la etapa reina de la carrera y salió de la ciudad de Ibagué con destino a Manizales con la fuga de 25 corredores en el ascenso al Alto de La Línea y llegada la meta en solitario el corredor Heiner Parra (Boyacá es Para Vivirla) y liderazgo de la carrera para Juan Pablo Suárez (EPM).
La novena etapa partió de Manizales con destino a Tuluá, siendo una etapa veloz coronada por una fuga de 12 corredores, con llegada victoria al sprint por parte de Jaime Castañeda (Movistar Team América).
La última etapa consistió en una contrarreloj entre los municipios de Buga y Guacarí en el Valle del Cauca con triunfo del joven corredor Carlos Mario Ramírez (Movistar Team América) y un final apretado en donde el líder Juan Pablo Suárez logró mantener el liderato para ganar la carrera con 3 segundos de ventaja sobre Óscar Sevilla.

## Equipos participantes
Tomaron parte en la carrera 20 equipos, conformando un pelotón de 183 ciclistas de los cuales terminaron 144:
| Equipo continental profesional- Manzana Postobón Equipos continentales (5)- Medellín-Inder - EPM - GW Shimano - Coldeportes-Zenú - Bicicletas Strongman Equipos ciclistas aficionados (4)- Sundark Arawak - Vive La Dorada - EBSA Empresa de Energía Boyacá - Tolima es Pasión - Carnaval del Pollo - Aguardiente Néctar 4WD IMRD Chía Equipos regionales y de clubes (10)- Bakano - Movistar Team América - Aguardiente Antioqueño-Lotería de Medellín - Supergiros - Sogamoso Incluyente IRDS - Boyacá es Para Vivirla - JB Ropa Deportiva - Primero Villa de Leyva - FF. AA. Alcaldía de Firavitoba - Agencia Nacional de Seguridad Vial |
| |

## Etapas
| Etapa      | Fecha     | Recorrido                        | type                    | Distancia (km) | Ganador              | Líder               |
| ---------- | --------- | -------------------------------- | ----------------------- | -------------- | -------------------- | ------------------- |
| 1.ª etapa  | 22 de sep | Marsella – Pereira               | etapa escarpada         | 125,2          | Jairo Cano Salas     | Jairo Cano Salas    |
| 2.ª etapa  | 23 de sep | Santa Rosa de Cabal – La Pintada | etapa escarpada         | 223,8 124      | Javier Gómez Pineda  | Javier Gómez Pineda |
| 3.ª etapa  | 24 de sep | El Carmen de Viboral – La Dorada | etapa escarpada         | 216            | Javier Gómez Pineda  | Javier Gómez Pineda |
| 4.ª etapa  | 25 de sep | La Dorada – Albán                | etapa de montaña        | 128,8          | Jonathan Caicedo     | Jonathan Caicedo    |
| 5.ª etapa  | 26 de sep | Tocancipá – Sogamoso             | etapa llana             | 171,1          | Weimar Roldán        | Jonathan Caicedo    |
| 6.ª etapa  | 27 de sep | Paipa – Cajicá                   | etapa escarpada         | 227,1          | Luis Felipe Laverde  | Wilson Marentes     |
| 7.ª etapa  | 28 de sep | Fusagasugá – Ibagué              | etapa escarpada         | 170,5          | Óscar Sevilla        | Wilson Marentes     |
| 8.ª etapa  | 29 de sep | Ibagué – Manizales               | etapa de montaña        | 192,8          | Heiner Parra         | Juan Pablo Suárez   |
| 9.ª etapa  | 30 de sep | Manizales – Tuluá                | etapa llana             | 188,8          | Jaime Castañeda      | Juan Pablo Suárez   |
| 10.ª etapa | 1 de oct  | Buga – Guacarí                   | contrarreloj individual | 20,2           | Carlos Mario Ramírez | Juan Pablo Suárez   |

Nota: La etapa 2 de 223,8 km programada originalmente entre Santa Rosa de Cabal e Itagüí se recortó a 124 km terminando en La Pintada debido a un problema en el puente de Bolombolo.

## Clasificaciones finales
Las clasificaciones finalizaron de la siguiente forma:

### Clasificación general
| \| Clasificación general \| Clasificación general \| Clasificación general \| Clasificación general \| Clasificación general \| \| Ciclista \| Ciclista \| Equipo \| Tiempo \| \| \| --------------------- \| --------------------- \| ------------------------------------------ \| --------------------- \| --------------------- \| \| 1.º \| Juan Pablo Suárez \| EPM \| 37 h 51 min 11 s \| \| \| 2.º \| Óscar Sevilla \| Medellín-Inder \| + 3 s \| \| \| 3.º \| Danny Osorio \| Aguardiente Antioqueño-Lotería de Medellín \| + 1 min 12 s \| \| \| 4.º \| Jonathan Caicedo \| Bicicletas Strongman \| + 1 min 18 s \| \| \| 5.º \| Miguel Ángel Reyes \| Agencia Nacional de Seguridad Vial \| + 1 min 31 s \| \| \| 6.º \| Edwin Leandro Arango \| Sundark Arawak - Vive La Dorada \| + 1 min 40 s \| \| \| 7.º \| Omar Mendoza \| Bicicletas Strongman \| + 1 min 46 s \| \| \| 8.º \| Alex Cano \| Coldeportes-Zenú \| + 1 min 52 s \| \| \| 9.º \| Freddy Montaña \| EPM \| + 2 min 26 s \| \| \| 10.º \| Fabio Duarte \| EPM \| + 2 min 28 s \| \| |                      |                                            |                  |
| |                      |                                            |                  |
| |                      |                                            |                  |
| Clasificación general |                      |                                            |                  |
| Ciclista | Ciclista             | Equipo                                     | Tiempo           |
| 1.º | Juan Pablo Suárez    | EPM                                        | 37 h 51 min 11 s |
| 2.º | Óscar Sevilla        | Medellín-Inder                             | + 3 s            |
| 3.º | Danny Osorio         | Aguardiente Antioqueño-Lotería de Medellín | + 1 min 12 s     |
| 4.º | Jonathan Caicedo     | Bicicletas Strongman                       | + 1 min 18 s     |
| 5.º | Miguel Ángel Reyes   | Agencia Nacional de Seguridad Vial         | + 1 min 31 s     |
| 6.º | Edwin Leandro Arango | Sundark Arawak - Vive La Dorada            | + 1 min 40 s     |
| 7.º | Omar Mendoza         | Bicicletas Strongman                       | + 1 min 46 s     |
| 8.º | Alex Cano            | Coldeportes-Zenú                           | + 1 min 52 s     |
| 9.º | Freddy Montaña       | EPM                                        | + 2 min 26 s     |
| 10.º | Fabio Duarte         | EPM                                        | + 2 min 28 s     |

### Clasificación de los jóvenes
| Clasificación del mejor joven | Clasificación del mejor joven | Clasificación del mejor joven   | Clasificación del mejor joven | Clasificación del mejor joven |
| Ciclista                      | Ciclista                      | Equipo                          | Tiempo                        |                               |
| ----------------------------- | ----------------------------- | ------------------------------- | ----------------------------- | ----------------------------- |
| 1.º                           | Edwin Leandro Arango          | Sundark Arawak - Vive La Dorada | 37 h 52 min 51 s              |                               |
| 2.º                           | Kevin Cano                    | Manzana Postobón                | + 3 min 28 s                  |                               |
| 3.º                           | Yeison Reyes                  | GW Shimano                      | + 4 min 44 s                  |                               |
| 4.º                           | Anderson Paredes              | JB Ropa Deportiva               | + 5 min 58 s                  |                               |
| 5.º                           | Luis Jiménez                  | Primero Villa de Leyva          | + 10 min 55 s                 |                               |

### Clasificación de la montaña
| Clasificación de la montaña | Clasificación de la montaña | Clasificación de la montaña                | Clasificación de la montaña | Clasificación de la montaña |
| Ciclista                    | Ciclista                    | Equipo                                     | Puntos                      |                             |
| --------------------------- | --------------------------- | ------------------------------------------ | --------------------------- | --------------------------- |
| 1.º                         | Rafael Montiel              | Aguardiente Antioqueño-Lotería de Medellín | 32 pts                      |                             |
| 2.º                         | Carlos Quintero             | Aguardiente Antioqueño-Lotería de Medellín | 32 pts                      |                             |
| 3.º                         | Germán Chaves               | Coldeportes-Zenú                           | 32 pts                      |                             |
| 4.º                         | Miguel Ángel Reyes          | Agencia Nacional de Seguridad Vial         | 31 pts                      |                             |
| 5.º                         | Brayan Sánchez              | Medellín-Inder                             | 30 pts                      |                             |

### Clasificación de la combinada
| Clasificación de la combinada | Clasificación de la combinada | Clasificación de la combinada              | Clasificación de la combinada | Clasificación de la combinada |
| Ciclista                      | Ciclista                      | Equipo                                     | Puntos                        |                               |
| ----------------------------- | ----------------------------- | ------------------------------------------ | ----------------------------- | ----------------------------- |
| 1.º                           | Óscar Sevilla                 | Medellín-Inder                             | 21 pts                        |                               |
| 2.º                           | Juan Pablo Suárez             | EPM                                        | 27 pts                        |                               |
| 3.º                           | Miguel Ángel Reyes            | Agencia Nacional de Seguridad Vial         | 41 pts                        |                               |
| 4.º                           | Carlos Quintero               | Aguardiente Antioqueño-Lotería de Medellín | 63 pts                        |                               |
| 5.º                           | Germán Chaves                 | Coldeportes-Zenú                           | 67 pts                        |                               |

### Clasificación de la regularidad
| Clasificación por puntos | Clasificación por puntos | Clasificación por puntos | Clasificación por puntos | Clasificación por puntos |
| Ciclista                 | Ciclista                 | Equipo                   | Puntos                   |                          |
| ------------------------ | ------------------------ | ------------------------ | ------------------------ | ------------------------ |
| 1.º                      | Javier Gómez Pineda      | Boyacá es Para Vivirla   | 65 pts                   |                          |
| 2.º                      | Óscar Sevilla            | Medellín-Inder           | 49 pts                   |                          |
| 3.º                      | Jairo Cano Salas         | EPM                      | 40 pts                   |                          |
| 4.º                      | Jaime Castañeda          | Movistar Team América    | 38 pts                   |                          |
| 5.º                      | Weimar Roldán            | Medellín-Inder           | 35 pts                   |                          |

### Clasificación de metas volantes
| Clasificación de las metas volantes | Clasificación de las metas volantes | Clasificación de las metas volantes | Clasificación de las metas volantes | Clasificación de las metas volantes |
| Ciclista                            | Ciclista                            | Equipo                              | Puntos                              |                                     |
| ----------------------------------- | ----------------------------------- | ----------------------------------- | ----------------------------------- | ----------------------------------- |
| 1.º                                 | Cristian Talero                     | Movistar Team América               | 17 pts                              |                                     |
| 2.º                                 | Luis Alfredo Martínez               | Supergiros                          | 12 pts                              |                                     |
| 3.º                                 | Miguel Ángel Reyes                  | Agencia Nacional de Seguridad Vial  | 8 pts                               |                                     |
| 4.º                                 | Pedro Nelson Torres                 | EBSA Empresa de Energía Boyacá      | 7 pts                               |                                     |
| 5.º                                 | Jaime Castañeda                     | Movistar Team América               | 7 pts                               |                                     |

### Clasificación de sprint especial
| Clasificación de sprint especial |                       |                                            |        |
| Ciclista                         | Ciclista              | Equipo                                     | Puntos |
| -------------------------------- | --------------------- | ------------------------------------------ | ------ |
| 1.º                              | Cristian Talero       | Movistar Team América                      | 18     |
| 2.º                              | Edwar Stiber Ortiz    | Movistar Team América                      | 10     |
| 3.º                              | Carlos Quintero       | Aguardiente Antioqueño-Lotería de Medellín | 7      |
| 4.º                              | Juan Sebastián Tamayo | Bicicletas Strongman                       | 7      |
| 5.º                              | Pedro Nelson Torres   | EBSA-Empresa de Energía Boyacá             | 7      |

### Clasificación de la gran diferencia (fuga)
| Clasificación de la gran diferencia (fuga) |                       |                                            |             |
| Ciclista                                   | Ciclista              | Equipo                                     | Puntos      |
| ------------------------------------------ | --------------------- | ------------------------------------------ | ----------- |
| 1.º                                        | Rafael Anibal Montiel | Aguardiente Antioqueño-Lotería de Medellín | 12 h 38 min |
| 2.º                                        | Carlos Quintero       | Aguardiente Antioqueño-Lotería de Medellín | 11 h 33 min |
| 3.º                                        | Germán Chaves         | Coldeportes Zenú-Claro                     | 9 h 50 min  |
| 4.º                                        | José Nicolas Castro   | EPM                                        | 9 h 30 min  |
| 5.º                                        | Marco Tulio Suesca    | Boyacá es Para Vivirla                     | 8 h 54 min  |

### Clasificación por equipos
| Clasificación por equipos | Clasificación por equipos                  | Clasificación por equipos | Clasificación por equipos |
| Equipo                    | Equipo                                     | Tiempo                    |                           |
| ------------------------- | ------------------------------------------ | ------------------------- | ------------------------- |
| 1.º                       | Bicicletas Strongman                       | 113 h 35 min 23 s         |                           |
| 2.º                       | EPM                                        | + 1 min 40 s              |                           |
| 3.º                       | GW Shimano                                 | + 4 min 15 s              |                           |
| 4.º                       | Coldeportes-Zenú                           | + 11 min 59 s             |                           |
| 5.º                       | Aguardiente Antioqueño-Lotería de Medellín | + 12 min 21 s             |                           |

## Evolución de las clasificaciones
| Etapa                   | Vencedor                | Clasificación general | Clasificación de los jóvenes | Clasificación de la montaña | Clasificación de sprint especial | Clasificación de la combinada | Clasificación de la regularidad | Clasificación de metas volantes | Clasificación de la gran diferencia | Clasificación por equipos | Clasificación de la excelencia |
| ----------------------- | ----------------------- | --------------------- | ---------------------------- | --------------------------- | -------------------------------- | ----------------------------- | ------------------------------- | ------------------------------- | ----------------------------------- | ------------------------- | ------------------------------ |
| 1.ª                     | Jairo Cano Salas        | Jairo Cano Salas      | Wilson Cardona               | Robinson Chalapud           | Yesid Sierra                     | Óscar Sevilla                 | Jairo Cano Salas                | Luis Alfredo Martínez           | Cristian Talero                     | Boyacá es para Vivirla    | Miguel Ángel Rubiano           |
| 2.ª                     | Javier Gómez Pineda     | Javier Gómez Pineda   | Adrián Bustamante            | Robinson Chalapud           | Cristian Talero                  | Óscar Sevilla                 | Javier Gómez Pineda             | Luis Alfredo Martínez           | Cristian Talero                     | Boyacá es para Vivirla    | Bernardo Suaza                 |
| 3.ª                     | Javier Gómez Pineda     | Javier Gómez Pineda   | Mateo García                 | Cristhian Montoya           | Cristian Talero                  | Óscar Sevilla                 | Javier Gómez Pineda             | Luis Alfredo Martínez           | Luis Alfredo Martínez               | Boyacá es para Vivirla    | Camilo Basante                 |
| 4.ª                     | Jonathan Caicedo        | Jonathan Caicedo      | Edwin Arango                 | Jonathan Caicedo            | Cristian Talero                  | Óscar Sevilla                 | Javier Gómez Pineda             | Luis Alfredo Martínez           | Luis Alfredo Martínez               | Bicicletas Strongman      | Miguel Ángel Reyes             |
| 5.ª                     | Weimar Roldán           | Jonathan Caicedo      | Edwin Arango                 | Brayan Sánchez              | Cristian Talero                  | Óscar Sevilla                 | Javier Gómez Pineda             | Luis Alfredo Martínez           | Luis Alfredo Martínez               | Bicicletas Strongman      | Albeiro Rabón                  |
| 6.ª                     | Luis Felipe Laverde     | Wilson Marentes       | Edwin Arango                 | Brayan Sánchez              | Cristian Talero                  | Óscar Sevilla                 | Javier Gómez Pineda             | Cristian Talero                 | Cristian Talero                     | Bicicletas Strongman      | Fabio Duarte                   |
| 7.ª                     | Óscar Sevilla           | Wilson Marentes       | Edwin Arango                 | Brayan Sánchez              | Cristian Talero                  | Óscar Sevilla                 | Javier Gómez Pineda             | Cristian Talero                 | Cristian Talero                     | Bicicletas Strongman      | Julián Cardona                 |
| 8.ª                     | Heiner Parra            | Juan Pablo Suárez     | Edwin Arango                 | Germán Chaves               | Cristian Talero                  | Óscar Sevilla                 | Javier Gómez Pineda             | Cristian Talero                 | Rafael Montiel                      | Bicicletas Strongman      | Didier Chaparro                |
| 9.ª                     | Jaime Castañeda         | Juan Pablo Suárez     | Edwin Arango                 | Rafael Montiel              | Cristian Talero                  | Óscar Sevilla                 | Javier Gómez Pineda             | Cristian Talero                 | Rafael Montiel                      | Bicicletas Strongman      | Dalivier Ospina                |
| 10.ª                    | Carlos Mario Ramírez    | Juan Pablo Suárez     | Edwin Arango                 | Rafael Montiel              | Cristian Talero                  | Óscar Sevilla                 | Javier Gómez Pineda             | Cristian Talero                 | Rafael Montiel                      | Bicicletas Strongman      | Mauricio Ardila                |
| Clasificaciones finales | Clasificaciones finales | Juan Pablo Suárez     | Edwin Arango                 | Rafael Montiel              | Cristian Talero                  | Óscar Sevilla                 | Javier Gómez Pineda             | Cristian Talero                 | Rafael Montiel                      | Bicicletas Strongman      | N/A                            |